# Wideografia Basshuntera

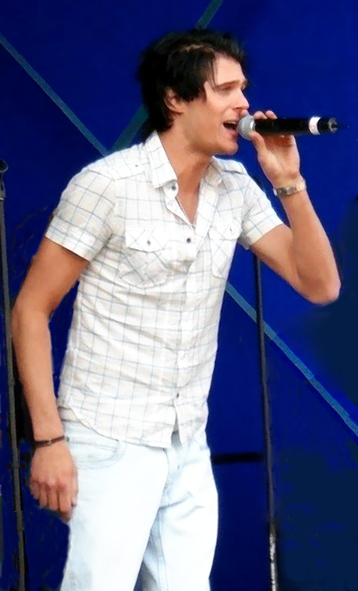
Basshunter podczas koncertu w Halmstad (20 kwietnia 2008)

Wideografia Basshuntera – szwedzkiego piosenkarza, producenta muzycznego i DJ-a – obejmuje 17 teledysków, trzy drugie wersje, pięć teledysków tekstowych, dwa remiksy teledysków, jeden wideo megamiks, pięć promocyjnych singli wideo i gościnny występ w teledysku. Basshunter wystąpił w czterech filmach krótkometrażowych, dwunastu programach telewizyjnych i jednej reklamie.
Z jego drugiego albumu studyjnego LOL <(^^,)> (2006), zostały wydane teledyski do singli „Boten Anna”, „Vi sitter i Ventrilo och spelar DotA”, „Vifta med händerna” i „Jingle Bells”. Carl-Johan Westregård i Kim Parrot wyreżyserowali teledyski do singli „Boten Anna” i „Vi sitter i Ventrilo och spelar DotA”. Do singla „Boten Anna” powstała także druga wersja teledysku. W 2007 roku został wydany teledysk do nowej wersji „Vi sitter i Ventrilo och spelar DotA” zatytułowanej „DotA”.
Wersja specjalna drugiego studyjnego albumu Basshuntera Now You’re Gone – The Album (2008) zawiera singel „Walk on Water”, który został wydany również jako promocyjny singiel wideo. Specjalna wersja Now You’re Gone – The Album wydana w Nowej Zelandii i Polsce zawiera płytę DVD, na której znalazło się dziewięć teledysków Basshuntera, między innymi „Now You’re Gone”, „All I Ever Wanted”, „Angel in the Night” i „I Miss You”, wszystkie wyreżyserowane przez Aleksa Herrona. Na jego trzeci album studyjny Bass Generation (2009) zostały wydane teledyski do „Every Morning” i „I Promised Myself”, oba wyreżyserowane przez Aleksa Herrona. Seria teledysków z Aylar Lie zyskała uwagę mediów. „Now You're Gone” stał się najczęściej oglądanym wideo wśród brytyjskiego YouTube w 2008 roku i trzecim pod względem oglądalności wideo na YouTube z 65 milionami wyświetleń w 2009 roku.
Wydanie czwartego studyjnego albumu Basshuntera Calling Time (2013) zostało poprzedzone wydaniem teledysków do singli „Saturday”, „Northern Light” (oba wyreżyserowane przez Aleksa Herrona) i „Dream on the Dancefloor”. Teledysk do „Saturday” został odnotowany na pierwszym miejscu listy w Polsce. W 2011 roku Basshunter pojawił się w teledysku do „Melody” Arasha. W 2012 Basshunter pojawił się na box secie Maspalomas Pride 2012 zawierającym nagrania na żywo różnych wykonawców. Teledyski do „Crash & Burn” i „Calling Time” zostały wydane później. Teledyski do „Dream on the Dancefloor” i „Calling Time” zostały wyreżyserowane przez Garetha Evansa. Farzad Bayat wyreżyserował teledysk do „Crash & Burn”. W 2018 roku został wydany teledysk tekstowy do „Masterpiece”.
Basshunter pojawił się w telewizji – brał udział w dziewiątym odcinku 23. sezonu Never Mind the Buzzcocks, siódmym sezonie Celebrity Big Brother i odcinku Rock and Pop Weakest Link. Wystąpił także w reklamie JME Data. W 2021 roku Basshunter pojawił się w zwiastunie Basshunter Dota Revival Netfliksa do Dota: Dragon’s Blood. Zwiastun ukazuje Basshuntera śpiewającego o graniu w Dotę 2, co przeplatają sceny z Dragon’s Blood.

## Teledyski

### Jako główny artysta
| Tytuł                                                                                                  | Rok  | Najwyższe pozycje na listach | Reżyser                          | Przypis |
| Tytuł                                                                                                  | Rok  | POL                          | Reżyser                          | Przypis |
| --- | ---- | ---------------------------- | -------------------------------- | ------- |
| „Boten Anna”                                                                                           | 2006 | —                            | Carl-Johan Westregård Kim Parrot | [ 10 ]  |
| „Vi sitter i Ventrilo och spelar DotA”                                                                 | 2006 | —                            | Carl-Johan Westregård Kim Parrot | [ 11 ]  |
| „Vifta med händerna”                                                                                   | 2006 | —                            | Nieznany                         | [ 13 ]  |
| „DotA”                                                                                                 | 2007 | —                            | Nieznany                         | [ 12 ]  |
| „Now You’re Gone”                                                                                      | 2007 | —                            | Alex Herron                      | [ 14 ]  |
| „All I Ever Wanted”                                                                                    | 2008 | —                            | Alex Herron                      | [ 15 ]  |
| „Angel in the Night”                                                                                   | 2008 | —                            | Alex Herron                      | [ 16 ]  |
| „I Miss You”                                                                                           | 2008 | —                            | Alex Herron                      | [ 18 ]  |
| „Walk on Water”                                                                                        | 2009 | —                            | Nieznany                         | [ 19 ]  |
| „Every Morning”                                                                                        | 2009 | —                            | Alex Herron                      | [ 20 ]  |
| „I Promised Myself”                                                                                    | 2009 | —                            | Alex Herron                      | [ 22 ]  |
| „Saturday”                                                                                             | 2010 | 1                            | Alex Herron                      | [ 23 ]  |
| „Northern Light”                                                                                       | 2012 | —                            | Alex Herron                      | [ 24 ]  |
| „Dream on the Dancefloor”                                                                              | 2012 | —                            | Gareth Evans                     | [ 26 ]  |
| „Crash & Burn”                                                                                         | 2013 | —                            | Farzad Bayat                     | [ 27 ]  |
| „Calling Time”                                                                                         | 2013 | —                            | Gareth Evans                     | [ 29 ]  |
| „—” oznacza teledysk, który nie znalazł się na listach przebojów lub nie został wydany w tym państwie. |      |                              |                                  |         |

### Drugie wersje
| Tytuł                                  | Rok  | Reżyser  | Przypis |
| -------------------------------------- | ---- | -------- | ------- |
| „Boten Anna” (Version 2)               | 2007 | Nieznany | [ 30 ]  |
| „All I Ever Wanted” (Basshunter's Cut) | 2008 | Nieznany | [ 31 ]  |
| „Walk on Water” (Fan Edit)             | 2009 | Nieznany | [ 32 ]  |

### Teledyski tekstowe
| Tytuł                        | Rok  | Reżyser     | Przypisy |
| ---------------------------- | ---- | ----------- | -------- |
| „Masterpiece”                | 2018 | Nieznany    | [ 33 ]   |
| „Home”                       | 2019 | Jay Vasquez | [ 34 ]   |
| „Angels Ain’t Listening”     | 2020 | Jay Vasquez | [ 35 ]   |
| „Life Speaks to Me”          | 2021 | Nieznany    | [ 36 ]   |
| „End the Lies” (& Alien Cut) | 2022 | Nieznany    | [ 37 ]   |

### Remiksy teledysków
| Tytuł                                                                            | Rok  | Reżyser remiksu | Przypisy |
| -------------------------------------------------------------------------------- | ---- | --------------- | -------- |
| „I Promised Myself” (Pete Hammond Remix) Wykorzystany remiks: Pete Hammond Remix | 2009 | Nieznany        | [ 38 ]   |
| „Dream on the Dancefloor” (Hi Def Remix) Wykorzystany remiks: Hi Def Remix       | 2012 | Nieznany        | [ 39 ]   |

### Występy gościnne

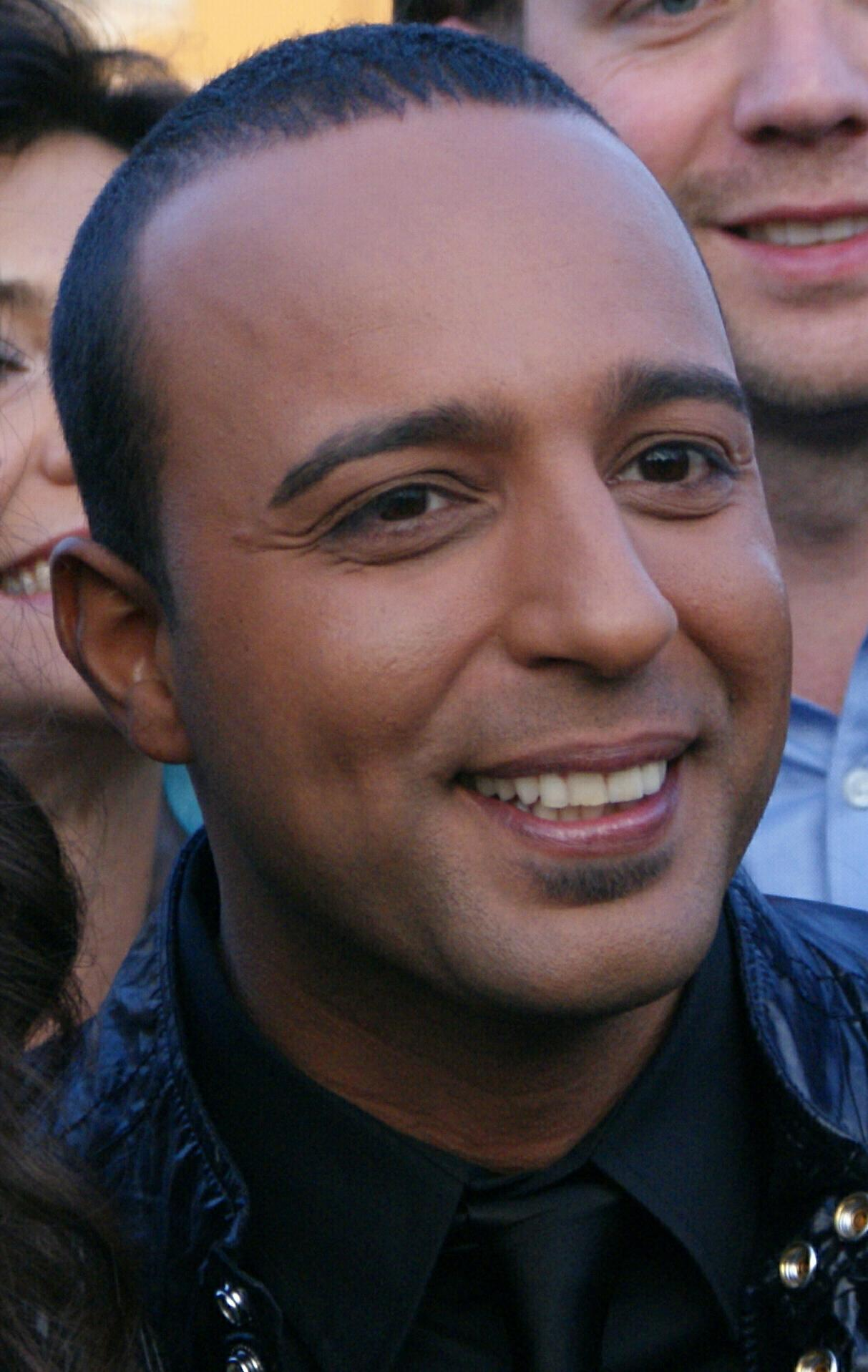
Basshunter wystąpił w teledysku do „Melody” Arasha

| Tytuł    | Rok  | Artysta | Reżyser  | Przypis |
| -------- | ---- | ------- | -------- | ------- |
| „Melody” | 2011 | Arash   | Nieznany | [ 40 ]  |

## Wideo megamiksy
| Tytuł | Rok  | Reżyser remiksu | Przypis |
| --- | ---- | --------------- | ------- |
| „Video Megamix” Zawiera: "Now You’re Gone", "All I Ever Wanted", "Angel in the Night", "I Miss You" i "Walk on Water" | 2008 | Nieznany        | [ 41 ]  |

## Promocyjne single wideo
| Tytuł               | Rok  | Przypis |
| ------------------- | ---- | ------- |
| „Now You’re Gone”   | 2007 | [ 42 ]  |
| „All I Ever Wanted” | 2008 | [ 43 ]  |
| „Walk on Water”     | 2009 | [ 44 ]  |
| „Every Morning”     | 2009 | [ 45 ]  |
| „I Promised Myself” | 2009 | [ 46 ]  |
| „Saturday”          | 2010 | [ 47 ]  |

## Albumy

### Albumy studyjne
| Tytuł                       | Dane dotyczące albumu                                                 | Uwagi |
| --------------------------- | --------------------------------------------------------------------- | --- |
| Now You’re Gone – The Album | - Wydany: 14 lipca 2008 - Wytwórnia: Extensive Music - Format: CD+DVD | Specjalna wersja albumu wydana w Nowej Zelandii i Polsce zawiera DVD z dziewięcioma teledyskami Basshuntera. |

### Występy gościnne
| Tytuł                 | Dane dotyczące albumu                                                            | Uwagi                                                |
| --------------------- | -------------------------------------------------------------------------------- | ---------------------------------------------------- |
| Maspalomas Pride 2012 | - Wydany: Maj 2012 - Sfilmowany przez GBCTelevision.com - Format: 2×DVD, Blu-ray | Box set zawiera nagrania na żywo różnych wykonawców. |

## Krótkie filmy
| Tytuł                   | Rok  | Rola              | Przypis |
| ----------------------- | ---- | ----------------- | ------- |
| The End of Old Things   | 2009 | Reżyser Producent | [ 52 ]  |
| Playing with Arnold     | 2011 | Aktor             | [ 53 ]  |
| Welcome to Bass Server  | 2014 | Aktor             | [ 54 ]  |
| Basshunter Dota Revival | 2021 | Aktor             | [ 6 ]   |

## Telewizja
| Tytuł                        | Rok  | Rola      | Uwagi                                     | Przypisy |
| ---------------------------- | ---- | --------- | ----------------------------------------- | -------- |
| Sound                        | 2009 | Gość      | Seria 3, odcinek 23                       | [ 55 ]   |
| Pocket TV                    | 2009 | Nieznana  | Odcinek: „Face Invaders”                  | [ 56 ]   |
| The 5:19 Show                | 2009 | Nieznana  | Seria 1, odcinek 2 i 14 Seria 2 odcinek 5 | [ 57 ]   |
| Red Bull Rivals              | 2009 | Gość      | Seria 1, odcinek 2                        | [ 58 ]   |
| Never Mind the Buzzcocks     | 2009 | Gość      | Seria 23, odcinek 9                       | [ 59 ]   |
| Something for the Weekend    | 2010 | Gość      | 13 czerwca 2010                           | [ 60 ]   |
| Basil and Barney’s Swap Shop | 2010 | Nieznana  | Seria 3, odcinek 17                       | [ 61 ]   |
| Celebrity Big Brother        | 2010 | Uczestnik | Seria 7                                   | [ 62 ]   |
| Fångarna på fortet           | 2010 | Uczestnik | Odcinek 5                                 | [ 63 ]   |
| Weakest Link                 | 2010 | Uczestnik | Rock and Pop                              | [ 64 ]   |
| Big Brother                  | 2011 | Nieznana  | Seria 5                                   | [ 65 ]   |
| Det svenska popundret        | 2019 | Nieznana  | Odcinek 5: "Ett paradis för pirater"      | [ 66 ]   |

## Reklamy
| Przedsiębiorstwo | Rok  | Przypis |
| ---------------- | ---- | ------- |
| JME Data         | 2006 | [ 67 ]  |